# ぱじゃま倶楽部
『ぱじゃま倶楽部』（ぱじゃまくらぶ）は、1989年から2009年3月17日まで鹿児島テレビで放送された情報バラエティ番組。

## 概要
鹿児島県内のサブカルチャーのトレンドや映画情報、そして最新の音楽情報などを紹介していた深夜番組で、MC担当のアナウンサーたちを使ってのバラエティ企画も実施していた。
当初は総合的な内容を取り扱う若者向けの情報番組として放送されていたが、放送開始から2年後の1991年に音楽番組へと転向。タイトルも1999年から『PAJAMA倶楽部』および『Pajama Club』に差し替えられていたが、2007年4月のリニューアルを機にタイトルを元の『ぱじゃま倶楽部』へと戻し、再び総合的な内容を取り扱うようになった。
番組の終了後も、後番組『ツキ☆イチ』内で放送の1コーナーとして続けられていた。

## 放送時間

### PAJAMA倶楽部
- 火曜 24:30 - 25:23 （期間不明）[2]

### Pajama Club
- 火曜 24:40 - 25:35 （期間不明）[3]
- 第3火曜 24:40 - 25:10 （期間不明）[4]

### ぱじゃま倶楽部
- 第3火曜 24:40 - 25:40 （2007年4月 - 2009年3月）

## MC

### PAJAMA倶楽部
- ZEBRA
- 寺田聡美
- 由夏

### Pajama Club
- ZEBRA
- 由夏

### ぱじゃま倶楽部
- 奥平邦彦（当時KTSアナウンサー） - 2007年4月から同年12月まで出演。
- 大泉彩乃（当時KTSアナウンサー） - 2007年4月から2008年3月まで出演。
- 上片平健（KTSアナウンサー） - 2008年4月から2009年3月まで出演。